# Мерзебург
Мерзебург (на немски: Merseburg) е град в Германия, провинция Саксония-Анхалт. Известен е с Мерзебурските заклинания, открити в местната катедрала. Към 31 декември 2011 година населението на града е 34 993 души.

## Личности, свързани с Мерзебург
- Тиетмар Мерзебургски – епископ и хронист
- Тилон от Трота – епископ
- Йоханес Кнолайзен – теолог
- Ернст Хекел – биолог
- Клаус Тенщет – диригент
- Елизабет Шуман – певица
- Карл Адолф фон Баседов – физик
- Явед Карим - един от основателите на YouTube

## Побратимени градове
Мерзебург е побратимен с:
- Шатилон, Франция,
- Дженцано ди Рома, Италия,
- Ботроп, Германия.